# San Isidro el Berro
San Isidro el Berro är en ort i Mexiko.   Den ligger i kommunen Mariano Escobedo och delstaten Veracruz, i den sydöstra delen av landet, 210 km öster om huvudstaden Mexico City. San Isidro el Berro ligger 2 594 meter över havet och antalet invånare är 1 219.
Terrängen runt San Isidro el Berro är kuperad åt sydväst, men åt nordost är den bergig. Runt San Isidro el Berro är det tätbefolkat, med 411 invånare per kvadratkilometer. Närmaste större samhälle är Orizaba, 13,9 km sydost om San Isidro el Berro. I omgivningarna runt San Isidro el Berro växer i huvudsak städsegrön lövskog.